# Денега Богдан Ігорович
Богда́н І́горович Дене́га (нар. 10 червня 1996) — український футболіст, півзахисник та нападник.

## Життєпис

### Ранні роки
Вихованець «Ніки» (Івано-Франківськ) та ДЮФШ «Динамо» імені Валерія Лобановського (Київ). Із 2009 по 2013 рік провів у першості та чемпіонаті ДЮФЛ 36 матчів, забивши 6 голів. Із 2013 по 2014 рік виступав за аматорський клуб «Калуш» у чемпіонаті та Кубку Івано-Франківської області, де зіграв 28 поєдинків і забив 8 м'ячів. 2015 року провів 10 зустрічей у складі клубу «Слован» із міста Сабинова в аматорській Третій лізі Словаччини.

### Клубна кар'єра

#### «Верес»
У серпні 2015 року став гравцем рівненського «Вереса», у складі якого дебютував 5 вересня в домашній грі сезону 2015/16 Другої ліги проти київського «Арсенала», а вже 12 вересня забив свій перший гол за рівненський клуб у виїзній зустрічі проти «Мира», принісши перемогу своїй команді з рахунком 1:0. Загалом провів у складі «Вереса» 7 матчів, забивши 2 м'ячі.

#### «Карпати»
У лютому 2016 року перейшов до львівських «Карпат». Проте у складі клубу не зумів закріпитись. 1 квітня того ж року провів свій єдиний поєдинок за молодіжну (U-21) команду «левів» у виїзному матчі проти луганської «Зорі», замінивши на 79-й хвилині Ігоря Богача. Зрештою на початку травня 2016 року залишив львівський клуб.

#### «Прикарпаття»
У липні 2016 року став гравцем франківського «Прикарпаття». 24 липня того ж року дебютував за нову команду у виїзній грі проти клубу «Арсенал-Київщина», замінивши на 62-й хвилині Тараса Овчара. 9 листопада 2016 року забив свій перший гол за  «Прикарпаття» на 80-й хвилині домашньої зустрічі знову проти команди «Арсенал-Київщина», установивши остаточний рахунок поєдинку — 3:0.

## Статистика
Статистичні дані наведено станом на 9 листопада 2016 року
| Клуб               | Ліга         | Сезон   | Чемпіонат | Чемпіонат | Кубок | Кубок | U-21 | U-21 |
| Клуб               | Ліга         | Сезон   | Ігри      | Голи      | Ігри  | Голи  | Ігри | Голи |
| ------------------ | ------------ | ------- | --------- | --------- | ----- | ----- | ---- | ---- |
| «Слован» (Сабинів) | Третя ліга   | 2014/15 | 10        | 0         |       |       |      |      |
| «Верес»            | Друга ліга   | 2015/16 | 7         | 2         |       |       |      |      |
| «Карпати»          | Прем'єр-ліга | 2015/16 |           |           |       |       | 1    | 0    |
| «Прикарпаття»      | Друга ліга   | 2016/17 | 21        | 2         |       |       |      |      |
| «Прикарпаття»      | Друга ліга   | 2017/18 | 1         | 0         |       |       |      |      |